# Pokémon (manga)
Pokémon (abreviatura de Pocket Monsters, (ポケットモンスター Poketto Monsutā?)) es un manga metaserial creado por Satoshi Tajiri en 1996 que se basa de la saga de videojuegos y la serie de anime.
El manga es publicado en Japón por Shōgakukan, en los Estados Unidos por Viz Media, en Singapur y China por Chuang Yi, en España por Norma Editorial y en México por Editorial Panini.

## Lista del manga
| Nombre                                                                              | Editado en                                                 | Volúmenes a la fecha | Año de publicación |
| ----------------------------------------------------------------------------------- | ---------------------------------------------------------- | -------------------- | ------------------ |
| Pocket Monsters                                                                     | Coro Coro Comic                                            | 22 (...)             | 1996-...           |
| Pocket Monsters Special                                                             | Shōgaku 3-nensei, 4-nensei y 5-nensei; Pokémon Wonderland. | 54 (...)             | 1997 -...          |
| Pocket Monsters: Dengeki Pikachu!                                                   | Shōgaku 6-nensei                                           | 4                    | 1998 - 2000        |
| PiPiPi's Adventures                                                                 | Ciao                                                       | 10                   | 1998 - 2003        |
| Pocket Monsters Anime Comic: Satoshi and Pikachu                                    | Coro Coro Comic                                            | 6                    | 1998 - 2002        |
| Golden Boys                                                                         | Coro Coro Comic                                            | 3                    | 2000               |
| Mezase! Card Master                                                                 |                                                            | 1                    | 2000               |
| Pokémon Getto Da Ze!                                                                |                                                            | 5                    | 1999 - 2001        |
| Pocket Monsters Zensho                                                              |                                                            | 1                    | 1998               |
| Pocket Monsters Chamo Chamo Pretty                                                  | Ciao                                                       | 3 (...)              | 2003 -...          |
| Pocket Monsters Emerald Challenge!! Battle Frontier                                 | Coro Coro Comic Ichiban!                                   | 1                    | 2004               |
| Gekijouban Poketto Monsutaa AG Supesharu Komikku: Nana-Yo no Negai Boshi Jiraachi   | Coro Coro Comic                                            | 1                    | 2005               |
| Gekijouban Poketto Monsutaa AG Supesharu Komikku: Rekkuu no Houmonsha - Deoxys      | Coro Coro Comic                                            | 1                    | 2006               |
| Pokémon Mundo Misterioso: El equipo de rescate de Ginji                             | Coro Coro Comic                                            | 6                    | 2005-2006          |
| Gekijouban Poketto Monsutaa AG Supesharu Komikku: Myuu to Hadou no Yuusha           | Coro Coro Comic                                            | 1                    | 2005               |
| Gekijouban Poketto Monsutaa AG Supesharu Komikku: Renjaa to Umi no Ouji Manafi      | Coro Coro Comic                                            | 1                    | 2006               |
| Pokémon: Diamond and Pearl                                                          | Coro Coro Comic                                            | 5 (...)              | 2006 -             |
| Gekijouban Poketto Monsutaa AG Supesharu Komikku: Diaruga vs. Parukia vs. Darukurai | Coro Coro Comic                                            | 1                    | 2007               |

### Manga publicado por Viz y Chuang Yi
- Pokémon: The Electric Tale of Pikachu (Pokémon Dengeki Pikachu), es un manga del género shōnen creado por Toshihiro Ono. Ha sido dividido en cuatro tankōbon, cada uno de los cuales fue separado por títulos para la versión norteamericana: The Electric Tale of Pikachu, Pikachu Shocks Back, Electric Pikachu Boogaloo y Surf’s Up, Pikachu. Esta serie está basada en la serie del anime.[3]
- Pokémon Adventures (Pokémon Special), es un manga del género shōnen que está basado en los videojuegos.[4][5]
- Magical Pokémon Journey (Pokémon: PiPiPi Adventures), es un manga del género shōjo.[6][7]

### Manga publicado por Viz
- Pokémon Mundo Misterioso: El equipo de rescate de Ginji,[8] es un manga que está basado en los videojuegos de las consolas Nintendo DS y Game Boy Advance, que fueron desarrollados por Chunsoft.
- ALL THAT PIKACHU! ANI-MANGA[9]
- The Best of Pokémon Adventures
- Pokémon The First Movie[10]
- Pokémon The Movie 2000
- Pokémon: Diamond and Pearl Adventure![11] (AKA Pocket Monsters Diamond Pearl Motogatari)

### Manga publicado por Chuang Yi
- Ash & Pikachu (Satoshi to Pikachu)[1]
- Pokémon Gold & Silver: The Golden Boys[1][12]
- Pokémon Ruby-Sapphire[13]
- Pokémon Pocket Monsters (Pocket Monster)[14]
- Pokémon Jirachi Wish Maker, basado de la película[15]
- Pokémon Destiny Deoxys, basado de la película.[16][17]
- Pokémon Lucario and the Mystery of Mew, basado de la película
- Pokémon Battle Frontier (a.k.a. Pocket Monsters Emerald Challenge!! Battle Frontier), por Ihara Shigekatsu
- Pikachu's Short Stories
- Pokémon Ranger and the Temple of the Sea, basado de la película.[18][19]
- Pokémon The Rise of Darkrai , basado de la película[20]

### Manga no publicado en inglés
- Pokémon Card Ni Natta Wake
- Pokémon Getto Da Ze! por Asada Miho
- Poketto Monsutaa Chamo Chamo Puritei por Yumi Tsukirino, quien también hizo Magical Pokémon Journey.
- Mezase!! Card Master
- Pocket Monsters Zensho por Satomi Nakamura
- Cada una de las primeras 5 películas  (Mewtwo Strikes Back, The Power of One, Lord of the Unown, Celebi Time Traveler y Pokémon Heroes Latios & Latias) fue adaptada a un manga
- Pokemon Ranger, basado en el juego
- Pokemon Ranger Batonnage, basado en el juego
- Pokemon Mystery Dungeon, basado en el juego
- Pokemon Mystery Dungeon 2, basado en el juego
- Don Tachi ! Phantom Thief ! Pokemon Seven !.
- Pokemon Battrio, basado en un juego